# Josuah Faroux
Josuah Faroux, né le 13 juillet 1994, est un trampoliniste français. 
Il remporte le bronze en trampoline synchronisé avec Pierre Gouzou aux Championnats d'Europe de trampoline 2018 à Bakou.
Aux Championnats d'Europe 2021 à Sotchi, il remporte la médaille de bronze par équipes avec Allan Morante, Florestan Riou et Julian Chartier.
Le duo Faroux-Gouzou est ensuite médaillé de bronze en trampoline synchronisé aux Championnats du monde de trampoline 2021 à Bakou .